# Miquel Àngel Essomba i Gelabert
Miquel Àngel Essomba i Gelabert (Barcelona, 26 de març de 1971) és catedràtic de pedagogia de la Universitat Autònoma de Barcelona.
Llicenciat en Ciències de l'Educació, màster en psicologia de l'educació, postgraduat en pedagogia intercultural i doctor en pedagogia, inicia el seu activisme social com responsable pedagògic general de Minyons Escoltes i Guies Sant Jordi de Catalunya entre 1995 i 1998, i posteriorment fou portaveu de SOS Racisme entre 1999 i 2003. Entre els anys 2008 i 2012 va ser director del Centre UNESCO de Catalunya - Unescocat, càrrec en què substituí Agustí Colomines. També destaca la seva activitat com director de revistes: la Perspectiva Escolar de l'Associació de Mestres Rosa Sensat, entre 2005 i 2012, i Nous Horitzons, entre 2012 i 2016, de la Fundació Nous Horitzons. Ha exercit diverses responsabilitats en l'àmbit internacional, com director de formació en educació intercultural del Consell d'Europa, consultor expert en diversitat i educació de l'OCDE, la Fundació Anna Lindh, l'OEI o la UNESCO, i fou fundador i coordinador entre 2011 i 2015 de la xarxa SIRIUS de polítiques educatives sobre educació i immigració de la Comissió Europea. De la seva activitat política, destaca la seva participació a les eleccions al Parlament de Catalunya de 2012, en les quals va ser el número onze, com a independent, a la llista per la circumscripció de Barcelona d'ICV-EUiA. Entre 2015 i 2019 va exercir com comissionat d'educació, universitats, infància i joventut de l'Ajuntament de Barcelona.